# Embaixada do Brasil em Quito
A Embaixada do Brasil em Quito é a missão diplomática brasileira do Equador. A missão diplomática se encontra no endereço Avenida Amazonas N39-123 y José Arízaga, Edifício Amazonas Plaza, piso 7, Quito, Equador.